# Brandon Mall
Brandon Mall, anteriormente conocido como Brandon Town Center, Westfield Shoppingtown Brandon y Westfield Brandon, es un centro comercial localizado a ocho millas (13 km) al este de Tampa, Florida, en la comunidad suburbana de Brandon. El centro comercial es propiedad de la australiana The Westfield Group, y es uno de los cinco centros comerciales Westfield en el estado de la Florida. Westfield Brandon está directamente en la Interestatal 75, al lado de la Carretera Estatal 60 y Lee Roy Selmon Crosstown Expressway.

## Historia
El centro comercial fue construido en los años 1980, sin embargo abrió hasta 1995 como Brandon Town Center. Durante el primer año, el centro comercial recibió millones de personas . Cuando se abrió por primera vez, Brandon Town Center tenía un área comercial total de 974,000 pie cuadrado. Las primeras tiendas anclas fueron Sears, J.C. Penney, Burdines (ahora como Macy's) y Dillard's.
El Grupo Westfield adquirió Town Center en 2002 y le cambió el nombre a "Westfield Shoppingtown Brandon" al igual que otros centros comerciales Westfields .

## Anclas
- Dick's Sporting Goods
- Dillard's (210,000 pies cuadrados)
- JCPenney (145,000 pies cuadrados)
- Macy's (140,000 pies cuadrados)
- Sears (125,000 pies cuadrados)